# Пущин, Иван Иванович
Ива́н Ива́нович Пу́щин (4 [15] мая 1798, Москва — 3 [15] апреля 1859, имение Марьино, Бронницкий уезд Московской губернии (сейчас Раменский район Московской области), похоронен в Бронницах, около городского собора) — декабрист, коллежский асессор, друг и однокурсник Пушкина по Императорскому Царскосельскому лицею.

## Биография

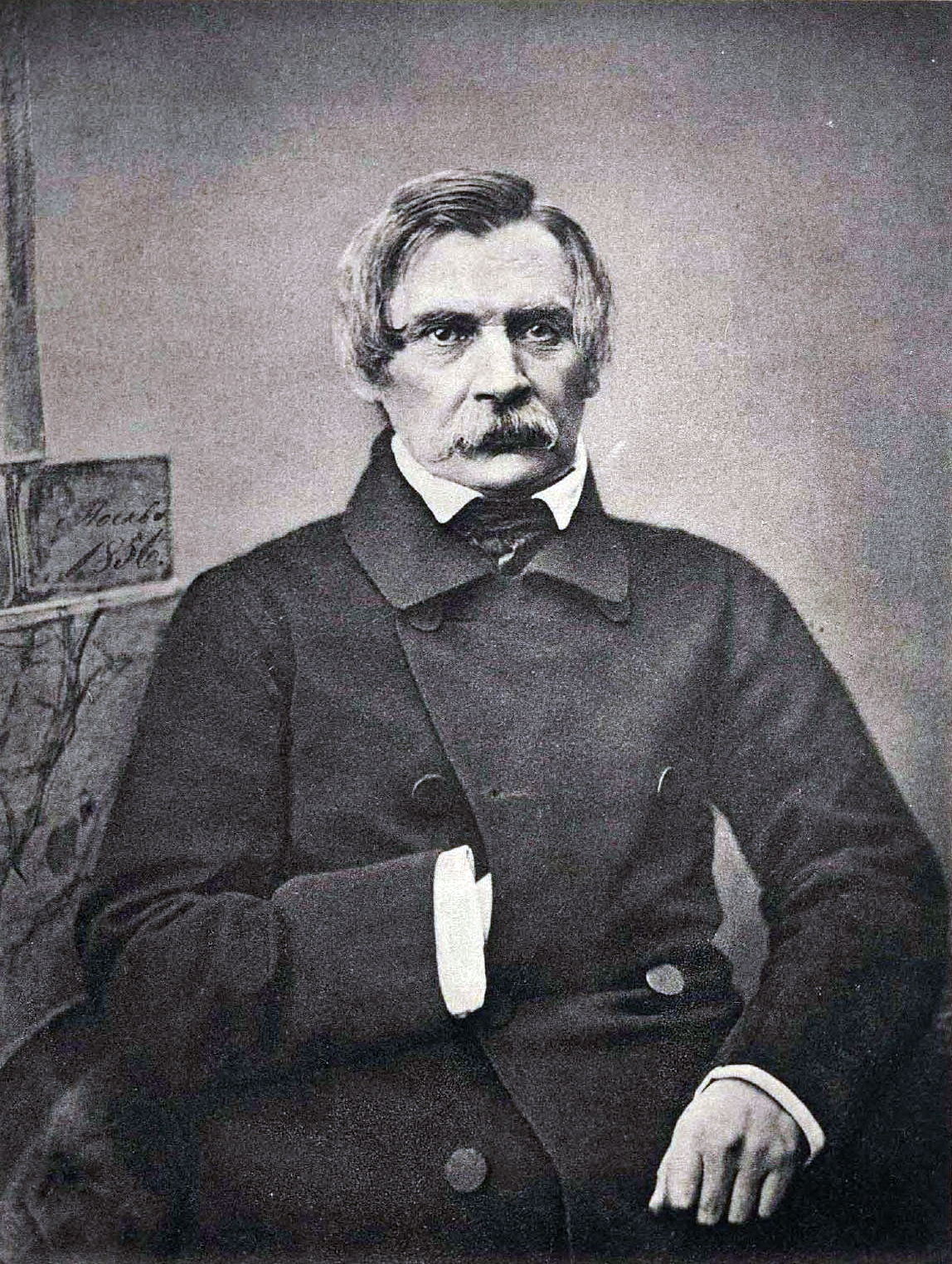
Иван Иванович Пущин

Иван Иванович Пущин —  сын сенатора Ивана Петровича Пущина и Александры Михайловны, урождённой Рябининой. Образование получил в Царскосельском лицее (1811—1817).
Служил в лейб-гвардии Конной артиллерии (октябрь 1817 — прапорщик; апрель 1820 — подпоручик; декабрь 1822 — поручик). Вскоре после выхода из лицея Пущин вступил в первое тайное общество («Священную артель»), основанное гвардейскими офицерами в 1814 году.
В артель входили Александр Николаевич и Михаил Николаевич Муравьёвы, Павел Колошин, Иван Бурцов, Владимир Вольховский, Вильгельм Кюхельбекер.
Член Союза спасения (1817) и Союза благоденствия (1818).
После конфликта с великим князем Михаилом Павловичем оставил военную службу (уволен 26 января 1823 года). С 5 июня 1823 года служил в Петербургской уголовной палате.

Судья Московского надворного суда с 13 декабря 1823 года. 
… [Пущин] оставил военную службу и променял мундир конногвардейской артиллерии на скромную службу в Уголовной палате, надеясь на этом поприще оказать существенную пользу и своим примером побудить и других принять на себя обязанности, от которых дворянство устранялось, предпочитая блестящие эполеты той пользе, которую они могли бы принести, внося в низшие судебные инстанции тот благородный образ мыслей, те чистые побуждения, которые украшают человека и в частной жизни, и на общественном поприще…(Е. П. Оболенский).

В то время судейская служба в глазах дворян считалась унизительной. Пушкин, друг Пущина с лицейских времён, отметил в своём стихотворении «19 октября» (1825):

Ты, освятив тобой избранный сан
Ему в очах общественного мненья
Завоевал почтение граждан.
(цитата из ранней редакции, не напечатанной впоследствии).
11 января 1825 года приехал в Михайловское на встречу с Пушкиным, где, в частности, сказал Пушкину о существовании тайного общества и ознакомил его с комедией Грибоедова «Горе от ума».
Пущин прибыл в Петербург незадолго до событий 14 декабря и принял участие в восстании. На следующий день к нему пришёл его лицейский друг Александр Горчаков и, рискуя всей своей карьерой, предложил помощь в срочном получении заграничного паспорта и выезде в Лондон. Пущин отказался, считая себя не в праве бежать, оставляя товарищей.
Верховный уголовный суд 1826 года, признав Пущина «виновным в участии в умысле на цареубийство одобрением выбора лица, к тому предназначенного, в участии управлением общества, в принятии членов и в отдаче поручений и, наконец, в том, что лично действовал в мятеже и возбуждал нижних чинов», — приговорил его к смертной казни, которая была заменена пожизненной каторгой.
29 июля 1826 года заключён в Шлиссельбургскую крепость. Срок каторги отбывал в Читинском остроге и Петровском заводе. Один из распорядителей Малой артели декабристов (казначей).
«Мой первый друг, мой друг бесценный» — обращался Пушкин к Пущину в стихах, посланных в далёкие сибирские рудники…

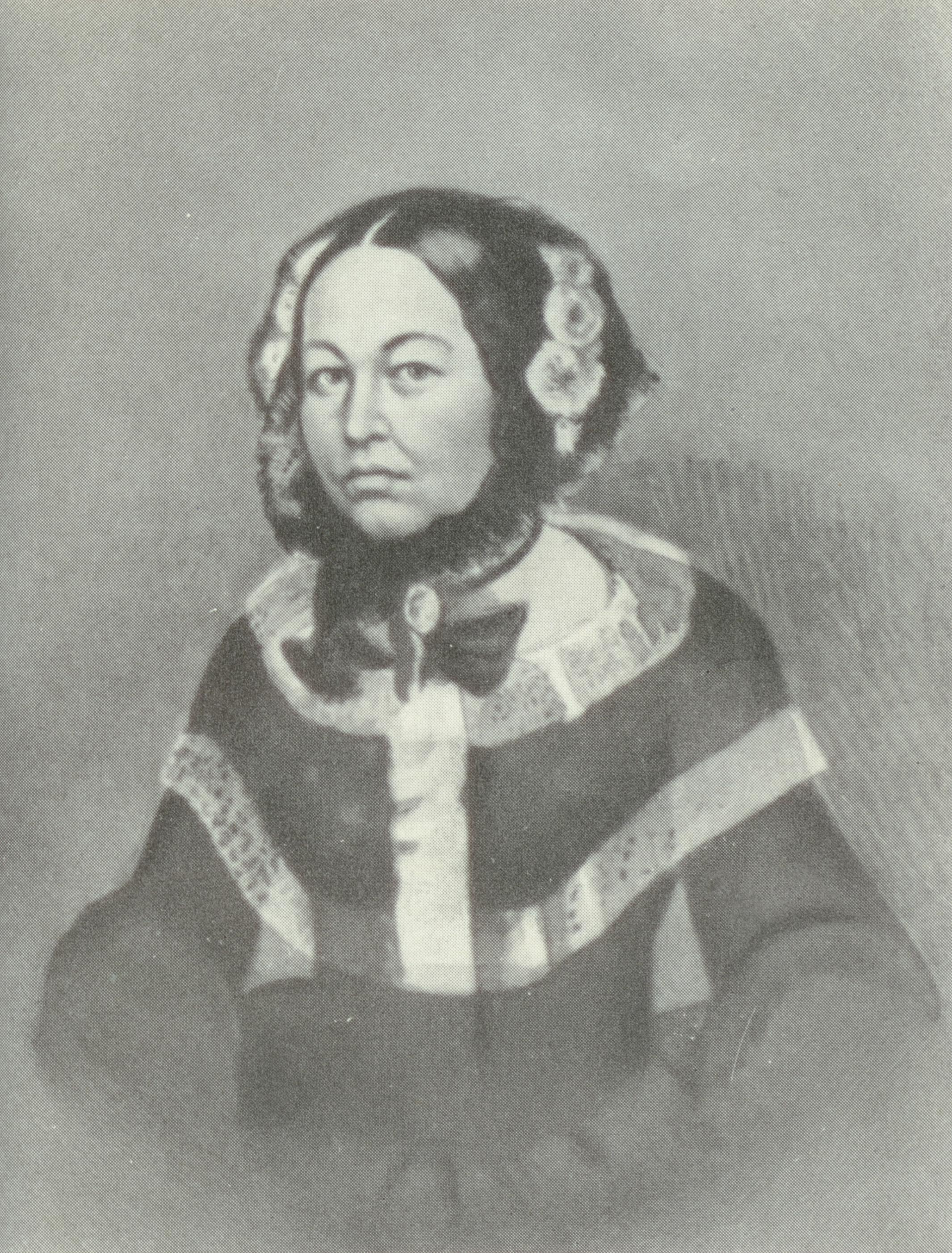
Наталья Дмитриевна Фонвизина, жена И. И. Пущина

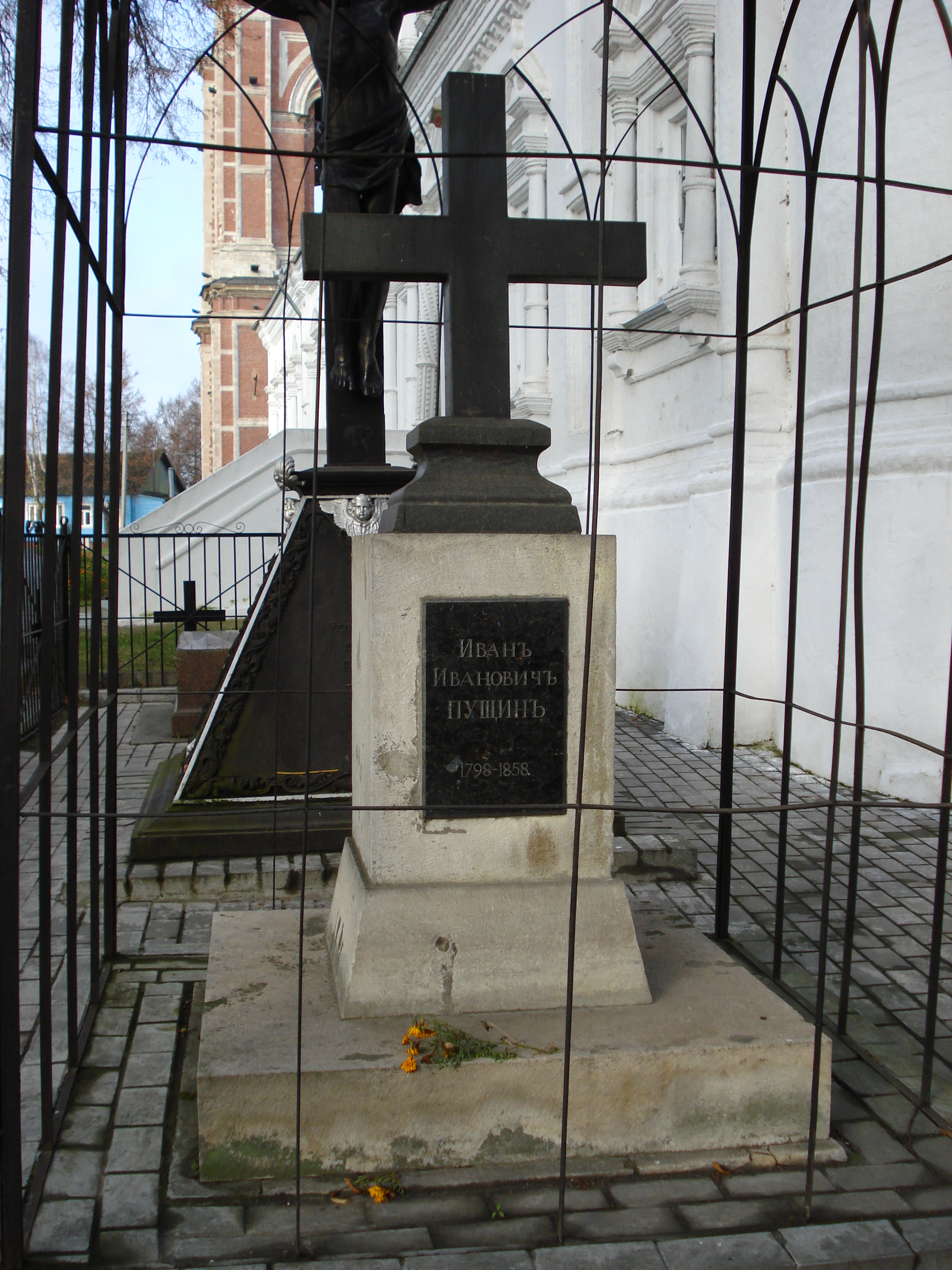
Могила И. И. Пущина в Бронницах

По прошествии 20 лет он был поселён сначала в Туринске (где Пущин, по показаниям местных властей, «ничем, кроме чтения книг, не занимался»), а потом в Ялуторовске (здесь он пристрастился к сельскому хозяйству). На поселении и после возвращения из Сибири поддерживал отношения почти со всеми декабристами и членами их семей, вёл обширную переписку, помогал нуждающимся.
Возвращён из ссылки в 1856 году. По просьбе Евгения Якушкина писал воспоминания, в том числе и о Пушкине. «Записки о дружеских связях с А. С. Пушкиным» (опубликованы в «Атенее», 1859, ч. II, № 8), «Письма из Ялуторовска» (1845) к Энгельгардту, сообщающие сведения о его жизни там, о товарищах, о самом Ялуторовске и его жителях и т. п. (опубликованы в «Русском архиве», 1879, III т.).
Пушкин в 1826 году написал Пущину послание, исполненное необычайной теплоты и полученное им в Чите только через два года. В последний раз упоминает о нём великий поэт в 1827 году, в стихотворении «19 октября».
22 мая 1857 года Пущин женился на Наталье Апухтиной, вдове декабриста Михаила Фонвизина. Последние годы жизни Пущин провёл в имении жены Марьино в Бронницах, где и умер. Похоронен он был там же, у стен собора Михаила Архангела в семейной усыпальнице Фонвизиных.

## Дом Пущина

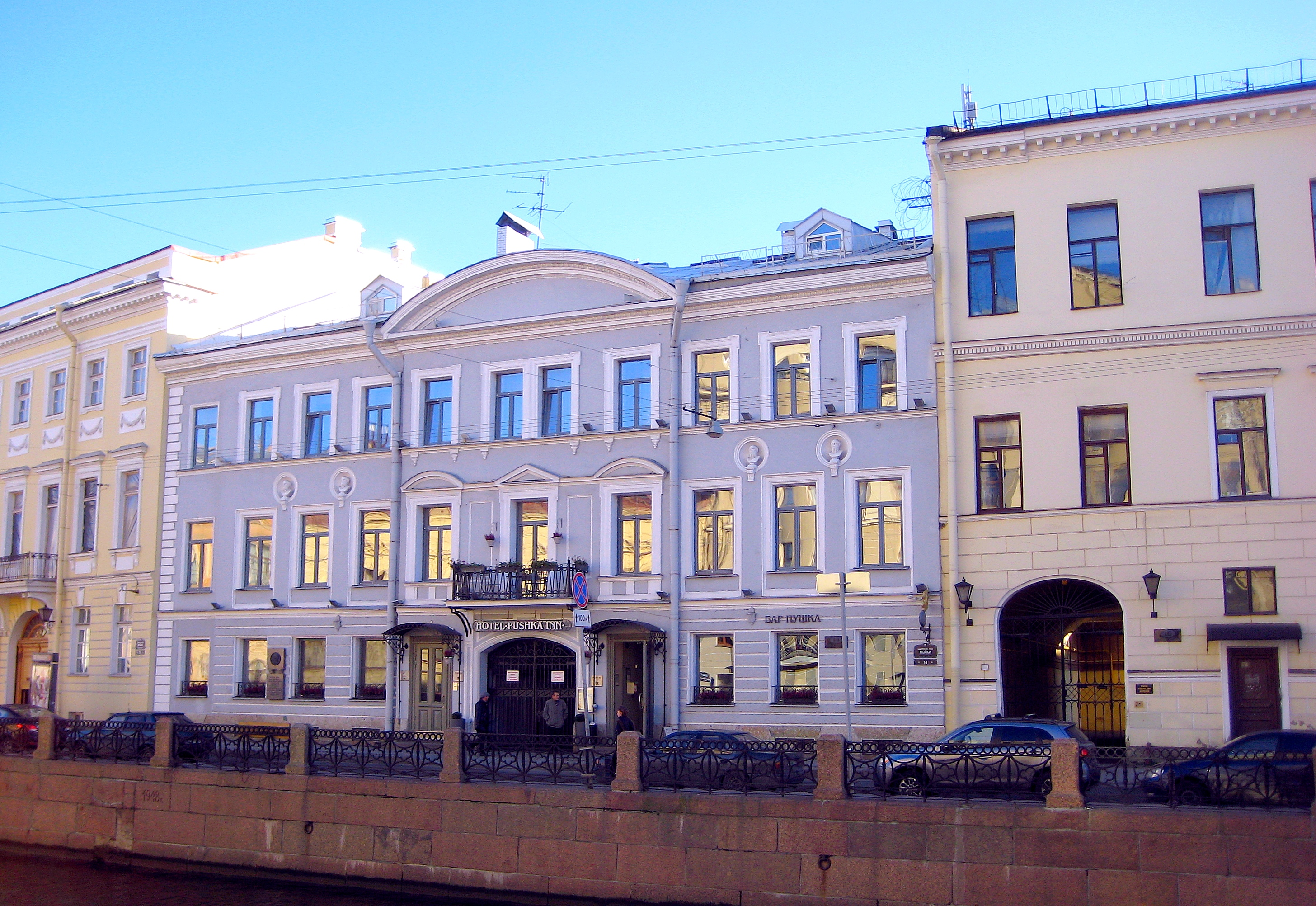
Дом Пущина (наб. Мойки, 14)

По адресу ул. Мойка, дом № 14, расположено историческое здание, связанное с жизнью и деятельностью Ивана Ивановича Пущина.
Участок этого дома в XVIII веке принадлежал адмиралу Петру Пущину, от него перешёл к сыну — генерал-интенданту. В этом доме прошли детские годы внука старого адмирала, ближайшего друга Пушкина — Ивана Пущина.
С 1817 года Пущин был деятельным членом тайных (в будущем — декабристских) организаций. В этом доме на квартире Пущина часто собирались будущие декабристы.
Здесь Пущин принял в Северное общество К. Ф. Рылеева. Здесь в октябре 1823 года состоялось совещание, на котором была избрана Дума Северного общества (Северное тайное общество). Пущин принял деятельное участие в восстании 14 декабря 1825 года на Сенатской площади и остался невредимым лишь по счастливой случайности — надетый им в тот день плащ деда-адмирала был пробит множеством пуль и картечью.
16 декабря Пущина арестовали в этом доме на Мойке.
Брат Ивана Пущина Михаил после смерти отца (1842 год) вступил во владение домом № 14. В 1840-х годах фасад здания был перестроен по проекту академика архитектуры Д. Т. Гейденрейха.
В 1846—1862 годах в этом доме арендовало апартаменты Русское географическое общество.
Теперь в этом историческом месте, в минуте ходьбы от Эрмитажа и Дворцовой площади, расположена гостиница «Пушка Инн». Здание гостиницы — памятник архитектуры XVIII века (дом Ивана Пущина).

## Дети. Семья
Внебрачные дети в ссылке:
- Анна (1842—1863), в замужестве (с 1860) Палибина;
- Иван (1849—1923), усыновлён Н. И. Пущиным.

## Адреса в Санкт-Петербурге
- 1798—1811, 1817—1823, 1825 год — дом И. О. Утина, Набережная реки Мойки, 14

## Память
В городе Туринске Свердловской области сохранился дом, в котором Пущин отбывал ссылку в 1839—1843 годах. Также перед Домом-музеем декабристов (Туринск, ул. Революции, 11) установлен бюст Пущина. В 1945 году, в честь 120-летия со дня декабристского восстания, по просьбе трудящихся районной библиотеке Туринска (ныне Центральная районная библиотека имени Ивана Ивановича Пущина) было присвоено имя декабриста Ивана Ивановича Пущина. Одна из Туринских улиц названа в честь Пущина.
В 1956 году было начато строительство города на юге Московской области, который в 1966 году получил название Пущино. В этом городе расположен Пущинский научный центр биологических исследований.

## Образ в кино
- Анатолий Мурузин — «Юность поэта» (1937)
- Вадим Никитин — «Звезда пленительного счастья» (1975)
- Иван Макаревич — «18-14» (2007)
- Илья Виногорский — «Пророк. История Александра Пушкина» (2025)